# Arab News Network
Arab News Network (ANN) è un'emittente televisiva che trasmette solo notiziari, con sede a Londra, in lingua araba.
ANN è di proprietà di Rifaat al-Assad, in passato vicepresidente della Siria, e zio dell'attuale presidente, Bashar al-Assad. I due erano in netto disaccordo, con Rifaat, residente a Parigi, che reclama diritti di successione dopo Hafiz al-Assad, che lo esiliò dopo aver cercato di prendergli il potere. ANN è partita nei tardi anni novanta da Rifaat ed i suoi familiari, come parte di un sistema di media che promuovesse le loro posizioni; la salute precaria di Hafiz al-Assad fece crescere la questione relativa alla successione. Il canale dichiara il suo obiettivo di essere una riforma democratica nel quadro di una Siria baathista.
L'emittente ha trasmesso giornalmente in inglese dal novembre del 2004 al marzo del 2006, ma sin dall'inizio le trasmissioni sono state solo in arabo. Il cambio alla direzione del canale s'è manifestato con l'idea di rimuovere i programmi in inglese. Il figlio di Rifaat, Ribal al-Assad, è attualmente il Direttore del Bureau di Londra, e proprio lui, a seguito di un calo d'ascolti dell'emittente provocata proprio da questi programmi, ha deciso l'eliminazione dei programmi in inglese da ANN.
Il canale ha affrontato grandi questioni finanziarie. Sono state intraprese grandi operazioni di ristrutturazione e sono stati effettuati aggiornamenti tecnologici per migliorare l'immagine del canale.
ANN è attualmente trasmessa sui satelliti Hotbird ed Arabsat ed ha l'intenzione di trasmettere presto su Nilesat.